# 盧考特鎮區 (堪薩斯州埃利斯縣)
盧考特鎮區（英語：Lookout Township）為美國堪薩斯州埃利斯縣轄下的鎮區。2010年美国人口普查中此鎮區人口有579人。

## 地理
盧考特鎮區涵蓋總面積為317.1平方（122.45平方英里），其中陸地面積為316.9平方（122.35平方英里），水域面積為0.26平方（0.10平方英里）或0.08%。海拔高度618（2,028英尺）。

## 人口統計
根據2010年美國人口普查，盧考特鎮區人口有579人，其中男性有316人，女性有263人，人口密度為每平方公里1.83人，住房計266戶。鎮區內的白人有565人，非裔美國人有0人，美洲原住民有5人，亞裔美國人有0人，太平洋島裔美國人有0人，其他種族有9人，混血種族則有0人。此外鎮區內有17人為西班牙裔或拉丁裔美國人。此鎮區之年齡中位數為43.4歲，而男性年齡中位數為41.0歲，女性年齡中位數為45.6歲。

## 交通

### 主要公路
- 183號美國國道